# L'Ami des citoyens
L'Ami des citoyens est un journal dirigé par Jean-Lambert Tallien.
Financé par la société des Jacobins, le journal paraissait deux fois par semaine à partir du 5 octobre 1791. Le programme affiché par Tallien était d'instruire les citoyens en les tenant informés des travaux de l'Assemblée législative.
Le journal L'Ami des citoyens, journal fraternel, fut publié sans interruption jusqu'au numéro 33, date à laquelle le manque de financement stoppa momentanément la publication à partir de la fin du mois de janvier 1792. Tallien parvint néanmoins à éditer le journal jusqu'au numéro 84. 
Occupé par ses nouvelles fonctions de député, Tallien s'entoura de collaborateurs, et fit évoluer le journal en s'intéressant également au commerce, aux sciences et aux arts qui devient alors L'Ami des citoyens, journal du commerce et des Arts et reprit son numérotation au numéro 1. À partir du numéro 46, Tallien est remplacé à la direction du journal par son collaborateur, Méhée. Cette deuxième série parut du 22 octobre 1794 au 19 février 1795, date du 121e et dernier numéro.